# Elvio Fassone
Elvio Fassone (Torino, 4 marzo 1938) è un ex magistrato, scrittore e politico italiano del Partito Democratico.

## Biografia
È stato magistrato della Cassazione, presidente della Corte di Assise e per due mandati Senatore della Repubblica Italiana.

### Incarichi parlamentari
- Vicepresidente della Giunta delle elezioni e delle immunità parlamentari dal 27 giugno 2001 al 27 aprile 2006
- Vicepresidente del Comitato parlamentare per i procedimenti di accusa dal 13 giugno 2001 al 27 aprile 2006
- Membro della Giunta delle elezioni e delle immunità parlamentari dal 26 giugno 1996 al 29 maggio 2001
- Membro della 2ª Commissione permanente (Giustizia) dal 30 maggio 1996 al 21 luglio 1998, dal 22 luglio 1998 al 29 maggio 2001 e dal 22 giugno 2001 al 27 aprile 2006.

## Opere
- Carcere e criminalita' : il cittadino interroga le prigioni, Fossano : Editrice Esperienze, 1976
- La pena detentiva in Italia dall'800 alla riforma penitenziaria, Il Mulino, Bologna, 1980
- Piccola grammatica della grande crisi. Perché è nata? Come uscirne?, Effatà, Torino, 2009
- Verso la fine del Parlamento? Dieci anni a Palazzo Madama, Claudiana, Torino, 2009
- Una costituzione amica, Garzanti, Milano, 2012
- Fine pena: ora, Sellerio, Palermo, 2015